# Nigel Creek
Nigel Creek är ett vattendrag i Kanada.   Det ligger i provinsen Alberta, i den centrala delen av landet, 3 100 km väster om huvudstaden Ottawa.
Trakten runt Nigel Creek består i huvudsak av gräsmarker. Trakten runt Nigel Creek är nära nog obefolkad, med mindre än två invånare per kvadratkilometer.